# Cara
Cara, skupina plemena američkih Indijanaca koji su oko 980 godine poslije Krista osvojili neka područja današnjeg Ekvadora i osnovala carstvo Quito, koje je u drugoj polovici 15. stoljeća osvojio inka Huayna Capac. 
Cara plemena su jezično kečuanizirana, a njihovi potomci danas su neka plemena (Karanki, Kayambi,  Otavaleño) koja govore kečuanskim jezicima u Ekvadoru.